# Goncharovtilla oblomovi
Goncharovtilla oblomovi (лат.) — вид ос-немок (бархатных муравьёв) из подсемейства Sphaeropthalminae (триба Dasymutillini), единственный в составе рода Goncharovtilla. Эндемик Бразилии.

## Этимология
Род Goncharovtilla назван в честь русского писателя Ивана Александровича Гончарова (1812—1879). Это название указывает на первоначальную находку рода в бразильском городе Русас (Russas в переводе с порт. — «русские»), штат Сеара, и принадлежность к той же трибе Dasymutillini, что и род Gogoltilla Williams, Brothers & Pitts, 2011 из Аргентины (названный в честь писателя Николая Васильевича Гоголя). Типовой вид G. oblomovi назван в честь вымышленного персонажа Ильи Ильича Обломова, особо ленивого главного героя романа «Обломов» Ивана Гончарова. Первый зарегистрированный экземпляр был собран в Русасе в 2010 году и почти сразу был признан новым видом. В филогенетическом анализе Dasymutillini (Williams, 2012) он был признан новым родом. Обломову потребовалось 50 страниц, чтобы подняться с постели, а автору открытия Кевину Уилльямсу потребовалось 14 лет, чтобы дать название и описание этой впечатляющей осы.

## Распространение
Южная Америка: Бразилия (Пернамбуку, Сеара и Мараньян).

## Описание
Длина тела 4—10 мм: бескрылые самки от 4,0 до 9,5 мм; крылатые самцы — от 6,0 до 10,0 мм. Самки Goncharovtilla могут быть отделены от других южноамериканских Dasymutillini тем, что задняя поверхность головы вогнута и отделена от спинной поверхности резким поперечным дугообразным килем, который утолщён латерально. Кроме того, тело черноватое с контрастным рисунком из чёрных и беловатых волосков, киль щеки отчётливо выражен в передней части, мезосома имеет толстую скутеллярную чешую и такой же крупный утолщённый киль передне-латерально от чешуи, диск тергита Т2 имеет равномерно чёрную кутикулу, тело покрыто многочисленными брахиплумозными волосками, а тергит Т6 имеет ограниченную пигидиальную пластинку. Самцов можно отличить от других Dasymutillini по следующим признакам: наличник с продольным приподнятым гребнем медиально и сильно выступающим медиально передне-вентральным краем, мандибулы без выемки или зуба вентрально, мезоплевры не вздуты и не выдаются в заметный бугорок в дорсальной половине, стернит S1 с сильным зубчатым продольным килем, S2 без заполненной сетками ямки, метасома без каких-либо красноватых или оранжевых отметин. Гениталии также имеют диагностические признаки: парамер сильно изогнут апикально и густо покрыт волосками вентрально, несколько вдавлен дорсовентрально; куспис имеет удлинённую щёточку из задневентрально направленных волосков; вальва пениса имеет два простых зубца задневентрально. Формула шпор: 1-2-2. Имеют 6-члениковые нижнечелюстные и 4-члениковые нижнегубные щупики.

## Систематика
Вид был впервые описан в 2024 году американским энтомологом Кевином Уилльямсом (англ. Kevin A. Williams) и его бразильскими коллегами. По окраске оба пола этого вида близко напоминают Traumatomutilla bifurca (Klug, 1821) и многие другие виды ос-немок в бразильской Каатинге. Строение головы самки и гениталии самца отличают Goncharovtilla oblomovi от любого другого вида в Каатингах и всех известных видов из рода Traumatomutilla. Самки Goncharovtilla oblomovi отличаются от Tobantilla по многим признакам, включая размер тела (все самки Tobantilla менее 6 мм в длину), окраску (самки Tobantilla имеют бледно-коричневую мезосому и желтоватые кутикулярные пятна на тергите T2) и строение головы (Goncharovtilla уникальна среди представителей трибы Dasymutillini тем, что имеет задний край вершины головы с резким поперечным дугообразным гребнем). Кроме того, генетическое расстояние между Goncharovtilla и Tobantilla сопоставимо с тем, которое наблюдается между различными отдельными родами внутри Dasymutillini, и превышает то, которое наблюдается внутри любого отдельного рода Dasymutillini. Морфология головы самок, по-видимому, уникальна: поперечный дугообразный киль разделяет дорсальную и заднюю поверхности. Некоторые североамериканские виды из группы Dasymutilla monticola приблизительно повторяют эту морфологию головы; в отличие от Goncharovtilla, у всех этих видов отсутствует генальный киль на щеке, а цвет тела преимущественно красновато-коричневый.